# Villegailhenc Aragon XIII
Maillots
Actualités
Le Villegailhenc Aragon RL XIII en Cabardes dit Villegailhenc Aragon XIII (VARL) est un club de rugby à XIII français basé à Villegailhenc dans l'Aude. L'équipe première évolue en Championnat de France de deuxième division d'« Elite 2 » et sert d'« équipe réserve » de Limoux qui évolue en Championnat de France de première division.

## Histoire
Le club est parvenu deux fois en finale du Champion de France de troisième division en 1987 et 2015 et il a remporté la Coupe de France « DN1 » en 2013.
Dans sa structure actuelle, le club est issu de la fusion de deux clubs créés en 2010, Villegailhenc et Aragon.
En 2018, il fait partie des clubs de l'Aude gravement touchés par les inondations d'octobre, comme les clubs de Pomas, Val-de-Dargne et Ferrals; en effet un torrent de boue a endommagé non seulement le stade Jérôme-Rieu, le club-house, mais aussi une partie des tribunes. Ces intempéries ayant même touché le domicile de joueurs du club et obligeant le club à demander à  jouer certaines rencontres à Penneautier.
En 2019, le club est au centre d'une polémique: pendant la cérémonie des XIII d'or, une personne qui était à la table du club profère des insultes racistes à l'égard d'un joueur de Carpentras et d'un autre de Baho. Le club fait alors un communiqué qui, sans ambiguïté, condamne ce comportement. La personne, qui n'a aucun lien avec le club, fait alors des excuses aux deux joueurs. 
Malgré cela, la situation entraine un climat délétère entre les clubs de Carpentras et du  VARL : la demi-finale de championnat « Élite 2 » entre les deux clubs quelques jours après étant interrompue lors de la deuxième mi-temps. La commission de discipline fédérale est alors saisie : elle accorde la victoire à Villegailhenc et prononce une suspension sine die du joueur Maxime Cicirko. 

## Palmarès
| Championnat de France de 2e division                  | Championnat de France de 3e division            |
| ----------------------------------------------------- | ----------------------------------------------- |
| - Champion (1) : 2018 - Finaliste (2) : 2019 et 2024. | - Champion (0) : - Finaliste (2) : 1987 et 2015 |

## Bilan du club toutes saisons et toutes compétitions confondues
| Année                                      | Année                                      | Saison régulière                                                              | Saison régulière                                                              | Saison régulière                                                              | Saison régulière                                                              | Saison régulière                                                              | Saison régulière                                                              | Saison régulière                                                              | Saison régulière                                                              | Phase finale                                                                  | Phase finale                                                                  | Phase finale                                                                  | Phase finale                                                                  | Phase finale                                                                  | Phase finale                                                                  | Phase finale                                                                  | Coupe                                                                         |
| Année                                      | Année                                      | Class.                                                                        | Points                                                                        | MJ                                                                            | V.                                                                            | N.                                                                            | D.                                                                            | Pp.                                                                           | Pc.                                                                           | Perf.                                                                         | MJ                                                                            | V.                                                                            | N.                                                                            | D.                                                                            | Pp.                                                                           | Pc.                                                                           | Performance                                                                   |
| Championnat de France de deuxième division | Championnat de France de deuxième division | Championnat de France de deuxième division                                    | Championnat de France de deuxième division                                    | Championnat de France de deuxième division                                    | Championnat de France de deuxième division                                    | Championnat de France de deuxième division                                    | Championnat de France de deuxième division                                    | Championnat de France de deuxième division                                    | Championnat de France de deuxième division                                    | Championnat de France de deuxième division                                    | Championnat de France de deuxième division                                    | Championnat de France de deuxième division                                    | Championnat de France de deuxième division                                    | Championnat de France de deuxième division                                    | Championnat de France de deuxième division                                    | Championnat de France de deuxième division                                    | Coupe de France                                                               |
| 2018                                       | 2018                                       | 3e                                                                            | 39                                                                            | 18                                                                            | 11                                                                            | 0                                                                             | 7                                                                             | 529                                                                           | 345                                                                           | Champion                                                                      | 3                                                                             | 3                                                                             | 0                                                                             | 0                                                                             | 110                                                                           | 40                                                                            | Quart-de-finale                                                               |
| 2019                                       | 2019                                       | 2e                                                                            | 57                                                                            | 22                                                                            | 17                                                                            | 2                                                                             | 3                                                                             | 710                                                                           | 342                                                                           | Finaliste                                                                     | 0                                                                             | 0                                                                             | 0                                                                             | 0                                                                             | 0                                                                             | 0                                                                             | Quart-de-finale                                                               |
| 2020                                       | 2020                                       | Éditions annulées et titres non décernés en raison de la pandémie de Covid-19 | Éditions annulées et titres non décernés en raison de la pandémie de Covid-19 | Éditions annulées et titres non décernés en raison de la pandémie de Covid-19 | Éditions annulées et titres non décernés en raison de la pandémie de Covid-19 | Éditions annulées et titres non décernés en raison de la pandémie de Covid-19 | Éditions annulées et titres non décernés en raison de la pandémie de Covid-19 | Éditions annulées et titres non décernés en raison de la pandémie de Covid-19 | Éditions annulées et titres non décernés en raison de la pandémie de Covid-19 | Éditions annulées et titres non décernés en raison de la pandémie de Covid-19 | Éditions annulées et titres non décernés en raison de la pandémie de Covid-19 | Éditions annulées et titres non décernés en raison de la pandémie de Covid-19 | Éditions annulées et titres non décernés en raison de la pandémie de Covid-19 | Éditions annulées et titres non décernés en raison de la pandémie de Covid-19 | Éditions annulées et titres non décernés en raison de la pandémie de Covid-19 | Éditions annulées et titres non décernés en raison de la pandémie de Covid-19 | Éditions annulées et titres non décernés en raison de la pandémie de Covid-19 |
| 2021                                       |                                            | Éditions annulées et titres non décernés en raison de la pandémie de Covid-19 | Éditions annulées et titres non décernés en raison de la pandémie de Covid-19 | Éditions annulées et titres non décernés en raison de la pandémie de Covid-19 | Éditions annulées et titres non décernés en raison de la pandémie de Covid-19 | Éditions annulées et titres non décernés en raison de la pandémie de Covid-19 | Éditions annulées et titres non décernés en raison de la pandémie de Covid-19 | Éditions annulées et titres non décernés en raison de la pandémie de Covid-19 | Éditions annulées et titres non décernés en raison de la pandémie de Covid-19 | Éditions annulées et titres non décernés en raison de la pandémie de Covid-19 | Éditions annulées et titres non décernés en raison de la pandémie de Covid-19 | Éditions annulées et titres non décernés en raison de la pandémie de Covid-19 | Éditions annulées et titres non décernés en raison de la pandémie de Covid-19 | Éditions annulées et titres non décernés en raison de la pandémie de Covid-19 | Éditions annulées et titres non décernés en raison de la pandémie de Covid-19 | Éditions annulées et titres non décernés en raison de la pandémie de Covid-19 | Éditions annulées et titres non décernés en raison de la pandémie de Covid-19 |
| 2022                                       | 2022                                       | 3e                                                                            | 42                                                                            | 18                                                                            | 13                                                                            | 0                                                                             | 5                                                                             | 638                                                                           | 342                                                                           | Demi-finale                                                                   | 2                                                                             | 1                                                                             | 0                                                                             | 1                                                                             | 79                                                                            | 56                                                                            | Annulée                                                                       |
| 2023                                       | 2023                                       | 3e                                                                            | 33                                                                            | 16                                                                            | 10                                                                            | 0                                                                             | 6                                                                             | 391                                                                           | 373                                                                           | Demi-finale                                                                   | 2                                                                             | 1                                                                             | 0                                                                             | 1                                                                             | 58                                                                            | 38                                                                            | Quart-de-finale                                                               |
| 2024                                       | 2024                                       | 2e                                                                            | 43                                                                            | 17                                                                            | 14                                                                            | 0                                                                             | 3                                                                             | 495                                                                           | 342                                                                           | Finaliste                                                                     | 2                                                                             | 1                                                                             | 0                                                                             | 1                                                                             | 48                                                                            | 61                                                                            | Huitième de finale                                                            |
| 2025                                       | 2025                                       | 2e                                                                            | 36                                                                            | 16                                                                            | 10                                                                            | 0                                                                             | 6                                                                             | 462                                                                           | 268                                                                           | Finaliste                                                                     | 2                                                                             | 1                                                                             | 0                                                                             | 1                                                                             | 50                                                                            | 36                                                                            | Quart-de-finale                                                               |